# 8 października
8 października jest 281. (w latach przestępnych 282.) dniem w kalendarzu gregoriańskim. Do końca roku pozostaje 84 dni.

## Święta
- Imieniny obchodzą: Artemon, Demetriusz, Ewodia, Ewodiusz, Ginter, Guncerz, Gunter, Gratus, Laurencja, Ludwik, Marcjusz, Pelagia, Symeon, Taida i Waleria.
- Chorwacja – Święto Niepodległości
- Peru – Dzień Marynarki Wojennej (rocznica bitwy pod Angamos)
- Wspomnienia i święta w Kościele katolickim[1][2] obchodzą:
  - św. Ludwik Bertrand (prezbiter i apostoł Indian)
  - św. Pelagia z Antiochii (dziewica i męczennica)
  - św. Taida (pustelnica)
  - św. Waleria z Honnecourt (dziewica)

## Wydarzenia w Polsce

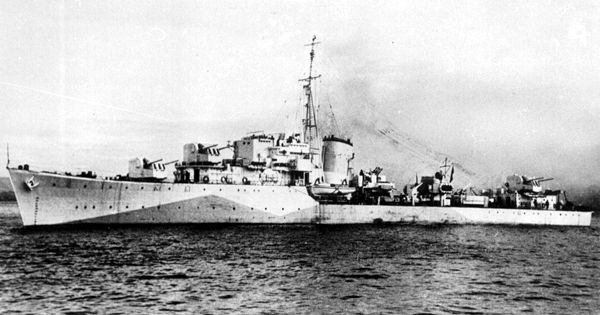
Niszczyciel ORP „Orkan”

- 1409 – Wielka wojna z zakonem krzyżackim: pod zamkiem bydgoskim został zawarty rozejm mający obowiązywać do 24 czerwca 1410 roku.
- 1414 – Wojna głodowa: zawarto polsko-krzyżacki rozejm pod Brodnicą.
- 1488 – Na rogu Rynku w Raciborzu przy wylocie obecnej ulicy Mickiewicza wybuchł pożar, który strawił całą wschodnią pierzeję kościoła św. Jakuba, ratusz, budy kramarskie, rezydencję kanoników, a także wieżę kościoła Wniebowzięcia Najświętszej Maryi Panny.
- 1500 – Wielki książę litewski Aleksander Jagiellończyk nadał Brasławiowi otrzymał przywileje oparte na prawie magdeburskim.
- 1656 – Potop szwedzki: zwycięstwo wojsk polsko-litewskich w bitwie pod Prostkami.
- 1660 – IV wojna polsko-rosyjska: nierozstrzygnięta bitwa nad Basią; wojska Rzeczypospolitej odparły ofensywę wojsk rosyjskich pod Czausami, zmuszając je do odwrotu do Smoleńska.
- 1672 – IV wojna polsko-turecka: zwycięstwo wojsk polskich pod wodzą hetmana Jana Sobieskiego w bitwie pod Niemirowem.
- 1715 – Konfederacja tarnogrodzka: zwycięstwo wojsk polskich nad saskimi w bitwie pod Radogoszczą.
- 1901 – Sopot uzyskał prawa miejskie.
- 1929 – Franciszek Żwirko i Antoni Kocjan na samolocie RWD-2 ustanowili pierwszy polski międzynarodowy rekord lotniczy w wysokości lotu w klasie samolotów o masie własnej do 280 kg z wynikiem 4004 m
- 1932 – oblatano prototyp samolotu RWD-9.
- 1939 – Adolf Hitler podpisał w Berlinie dekret o włączeniu do III Rzeszy polskich ziem zachodnich i północnych.
- 1943:
  - Członkowie złożonego z Żydów „Sonderkommando 1005”, sformowanego w celu zatarcia śladów zbrodni niemieckich, wydobyli zwłoki zamordowanych 2 lata wcześniej profesorów lwowskich i zawieźli je na stos, gdzie następnego dnia zostały spalone.
  - Żołnierze Referatu 993/W w ramach Oddziału II Informacyjno-Wywiadowczego Komendy Głównej AK przeprowadzili akcję w barze „Za kotarą” przy ul. Mazowieckiej 4 w Warszawie, której celem była likwidacja jego właściciela, Józefa Staszauera, oficera Oddziału V KG AK i kolaboranta. Na miejscu doszło do strzelaniny z agentami Gestapo, którzy prawdopodobnie w tym samym czasie odbywali spotkanie w lokalu. Mimo niesprzyjających warunków polscy żołnierze bez strat własnych zlikwidowali Staszauera wraz z jego żoną i szwagrem (nie ma dowodów na to, że rodzina Staszauera również współpracowała z Niemcami), jak również zabili 7 Niemców oraz ich konfidentów (w strzelaninie zginęły także 4 przypadkowe osoby).
- 1944 – W nocy z 7 na 8 października oddział AK przeprowadził nieudaną akcję rozbicia więzienia NKWD na rzeszowskim zamku w celu uwolnienia 400 AK-owców.
- 1950 – Uruchomiono wąskotorową Nasielską Kolej Dojazdową.
- 1966 – Kazimierz Deyna zadebiutował w barwach ŁKS Łódź w ekstraklasie piłkarskiej.
- 1968:
  - Wprowadzono zmiany do ustawy o szkolnictwie wyższym.
  - Założono klub sportowy AZS Koszalin.
- 1976 – Oddano do użytku trasę Warszawa – Katowice (tzw. „gierkówkę”).
- 1979 – W Muzeum Narodowym w Krakowie otwarto wystawę Polaków Portret Własny.
- 1982 – Sejm PRL przyjął ustawę o związkach zawodowych, tym samym formalnie delegalizując NSZZ „Solidarność”.
- 1999 – Premiera komedii filmowej O dwóch takich, co nic nie ukradli w reżyserii Łukasza Wylężałka.
- 2000 – Ubiegający się o reelekcję Aleksander Kwaśniewski wygrał w I turze wybory prezydenckie.
- 2004 – Premiera filmu Pręgi w reżyserii Magdaleny Piekorz.
- 2010 – Rozpoczęto budowę Portu lotniczego Modlin.
- 2017 – Na Stadionie Narodowym w Warszawie Polska pokonała Czarnogórę 4:2 i zapewniła sobie awans do XXI Mistrzostw Świata w Piłce Nożnej w Rosji.
- 2019 – W lesie między Kuźnią Raciborską a Rudą Kozielską w trakcie rozminowania zginęło dwóch saperów, a czterech zostało rannych, w tym dwóch ciężko.
- 2022 – Odbyła się uroczysta introdukcja ks. Semka Korozy na biskupa Kościoła Ewangelicko-Reformowanego w RP (superintendenta generalnego Kościoła).

## Wydarzenia na świecie
- 314 (lub 316) – Konstantyn I Wielki pokonał Licyniusza w bitwie pod Kybalis.
- 451 – Rozpoczęła się pierwsza sesja obrad soboru chalcedońskiego.
- 876 – W bitwie pod Andernach siły Ludwika Młodszego pokonały armię Karola Łysego.
- 1052 – Erhard z Ratyzbony został ogłoszony świętym przez papieża Leona IX.
- 1075 – Dymitr Zwonimir został koronowany na króla Chorwacji.
- 1110 – Zwycięstwo wojsk polskich w bitwie nad Trutiną w trakcie wyprawy Bolesława Krzywoustego do Czech.
- 1200 – Izabela z Angoulême, druga żona Jana bez Ziemi, została koronowana na królową Anglii.
- 1480 – Początek stanięcia nad Ugrą – sytuacji patowej pomiędzy wojskami chana Ahmeda i Iwana III, zakończonej rezygnacją z agresji Wielkiej Ordy na Wielkie Księstwo Moskiewskie. Wydarzenie jest traktowane jako symboliczny koniec „jarzma mongolskiego“.
- 1503 – Odbyła się koronacja papieska Piusa III.
- 1508 – W Moskwie podpisano traktat pokojowy kończący III wojnę litewsko-moskiewską.
- 1515 – Z hiszpańskiego portu Sanlúcar de Barrameda wypłynęła wyprawa trzech statków pod dowództwem Juana Díaza de Solísa w celu zbadania terenów wokół ujścia rzeki La Plata.
- 1517 – Król Francji Franciszek I Walezjusz założył miasto portowe Hawr.
- 1536 – Zakończyła się dysputa lozańska, która przyczyniła się do utrwalenia doktryny kalwinizmu jako przeciwnej antytrynitaryzmowi (1–8 października).
- 1573 – Wojna osiemdziesięcioletnia: po otwarciu przez obrońców śluz i zatopieniu terenów podmiejskich armia hiszpańska zakończyła nieudane oblężenie Alkmaaru.
- 1582 – Ze względu na wprowadzenie kalendarza gregoriańskiego w dniu 4 października, dat od 5 października do 14 października nie było we Francji, Hiszpanii, Italii, Portugalii i Rzeczypospolitej Obojga Narodów.
- 1600 – Przyjęto Statut Republiki San Marino.
- 1619 – Wojna trzydziestoletnia: w Monachium został podpisany traktat, na mocy którego książę Bawarii Maksymilian I oddał wojska Ligi Katolickiej do dyspozycji cesarza Ferdynanda II Habsburga.
- 1652 – I wojna angielsko-holenderska: zwycięstwo floty angielskiej w bitwie morskiej pod Kentish Knock.
- 1777 – Wojna o niepodległość Stanów Zjednoczonych: zwycięstwem Amerykanów zakończyła się bitwa pod Saratogą, jedna z przełomowych bitew w dziejach świata.
- 1789 – VIII wojna austriacko-turecka: wojska austriackie zdobyły po trzytygodniowym oblężeniu Belgrad.
- 1798 – Wyprawa Napoleona do Egiptu: zwycięstwo wojsk francuskich w bitwie pod Al-Lahun.
- 1801 – W Paryżu został podpisany układ pokojowy pomiędzy Francją a Rosją
- 1804 – Jean-Jacques Dessalines został koronowany na cesarza Haiti (jako Jakub I).
- 1805 – III koalicja antyfrancuska: zwycięstwo wojsk francuskich nad austriackimi w bitwie pod Wertingen.
- 1808 – Klemens Lothar von Metternich został ministrem spraw zagranicznych Austrii.
- 1813 – W austriackim Ried podpisano porozumienie, na mocy którego Bawaria opuściła Związek Reński i przystąpiła do VI koalicji antyfrancuskiej.
- 1814 – Została utworzona argentyńska prowincja Salta.
- 1821 – Został ustanowiony Order Słońca Peru.
- 1822 – W wyniku erupcji wulkanu Galunggung na Jawie zginęło 4011 osób.
- 1843 – Podpisano traktat z Bogue i porozumienie z Humenczai (będące uzupełnieniem traktatu nankińskiego kończącego I wojnę opiumową), na mocy którego Chiny zobowiązały się stosować wobec Wielkiej Brytanii klauzulę największego uprzywilejowania.
- 1856:
  - Buenaventura Báez został po raz drugi prezydentem Dominikany.
  - Władze chińskie zatrzymały w Kantonie pod zarzutem piractwa i przemytu opium brytyjski okręt „Arrow”, co uznane zostało za casus belli II wojny opiumowej.
- 1862 – Wojna secesyjna: taktyczne zwycięstwo Konfederatów i strategiczne zwycięstwo Unionistów w bitwie pod Perryville.
- 1871:
  - Ogień przeniesiony przez silny wiatr z płonącego lasu strawił zupełnie miasto Peshtigo w stanie Wisconsin i wiele sąsiednich miejscowości. Zginęło od 1200 do 2500 osób.
  - W Rakovicy w Chorwacji wybuchło antyaustriackie powstanie pod wodzą Eugena Kvaternika.
  - Wybuchł wielki pożar Chicago.
  - Założono niemieckie przedsiębiorstwo oponiarskie Continental.
- 1879:
  - John Hall został premierem Nowej Zelandii.
  - Wojna o saletrę: flota chilijska pokonała flotę peruwiańską w bitwie pod Angamos.
- 1887:
  - Amerykański astronom Christian Peters odkrył planetoidę (270) Anahita.
  - Harry Atkinson został po raz czwarty premierem Nowej Zelandii.
- 1892 – Zwodowano francuski krążownik pancerny „Latouche-Tréville”.
- 1906 – Niemiecki astronom August Kopff odkrył planetoidę (612) Veronika.
- 1912 – Czarnogóra wypowiedziała wojnę Turcji – początek I wojny bałkańskiej.
- 1914:
  - Premiera filmu niemego Hello, Mabel w reżyserii Mabel Normand.
  - Uruchomiono pierwszą linię tramwajową w Quito.
- 1915 – I wojna światowa: zwycięstwem wojsk niemieckich nad brytyjskimi zakończyła się bitwa pod Loos (25 września–8 października).
- 1916 – I wojna światowa: u wybrzeży amerykańskiej wyspy Nantucket niemiecki okręt podwodny SM U-53 zatopił 5 statków (3 brytyjskie, holenderski i norweski).
- 1918 – I wojna światowa:
  - 194 amerykańskich żołnierzy z tzw. „Zagubionego Batalionu” przełamało niemieckie linie i wydostało się z okrążenia w lesie argońskim w północno-wschodniej Francji. Prawdopodobnie 197 żołnierzy amerykańskich zostało zabitych, a 150 zaginęło lub dostało się do niewoli.
  - Rozpoczęła się bitwa pod Cambrai.
- 1920 – Utworzono Bucharską Ludową Republikę Radziecką.
- 1922:
  - Odbyły się pierwsze wybory do łotewskiego Sejmu (7–8 października).
  - Otwarto stadion Rose Bowl w Pasadenie (Kalifornia).
- 1929 – Założono kubańskie linie lotnicze Cubana de Aviación.
- 1932 – Utworzono Indyjskie Siły Powietrzne.
- 1933:
  - Diego Martínez Barrio został premierem Drugiej Republiki Hiszpańskiej.
  - W Belgii założono Flamandzki Związek Narodowy (VNV).
- 1937 – Dyktator Dominikany Rafael Trujillo nakazał wstrzymanie zleconej 6 dni wcześniej rzezi haitańskich imigrantów.
- 1939 – Dokonano oblotu brytyjskiego samolotu łącznikowego i treningowego Percival P-14 Proctor.
- 1940:
  - Premiera amerykańskiego filmu wojennego Długa podróż do domu w reżyserii Johna Forda.
  - W ramach Polskich Sił Powietrznych w Wielkiej Brytanii został sformowany 309 Dywizjon Ziemi Czerwieńskiej.
- 1941 – Atak Niemiec na ZSRR:
  - Niemcy rozpoczęli masakrę 16 tysięcy Żydów z getta w Witebsku na Białorusi.
  - Wojska niemieckie zajęły Mariupol na Ukrainie.
- 1942:
  - Bitwa o Atlantyk: niemiecki okręt podwodny U-179 zatopił brytyjski statek „City of Athens” i tego samego dnia został zaatakowany i zatopiony wraz z 61-osobową załogą przez brytyjski niszczyciel HMS „Active”(inne języki), który wcześniej podjął rozbitków z „City of Athens”.
  - Około 600 Żydów zostało zamordowanych podczas likwidacji getta w Demidówce na Ukrainie.
  - Premiera amerykańskiego filmu wojennego Latające Tygrysy w reżyserii Davida Millera.
- 1943:
  - Bitwa o Atlantyk: alianckie samoloty zatopiły bombami głębinowymi niemieckie okręty podwodne: U-419, U-610 i U-643.
  - Front zachodni: zostało wyzwolone pierwsze francuskie miasto – Ajaccio na Korsyce.
  - U wybrzeży Grenlandii zatonął po storpedowaniu przez niemiecki okręt podwodny U-378 niszczyciel ORP „Orkan”, w wyniku czego zginęło 178 członków załogi.
  - W Cieśninie Luzon amerykański okręt podwodny USS „Gurnard” zatopił japoński statek „Dainichi Maru”, w wyniku czego zginęło 2057 japońskich żołnierzy i marynarzy.
- 1945 – Prezydent Harry Truman poinformował o udostępnieniu know-how dotyczącego broni jądrowej Wielkiej Brytanii i Kanadzie.
- 1949 – Założono Uniwersytet Malaya z siedzibą w Kuala Lumpur.
- 1952 – W zderzeniu pociągów na dworcu Harrow and Wealdstone w Londynie zginęło 112 osób.
- 1958 – W klinice Karolinska Sjukhuset w Sztokholmie wszczepiono pierwszy rozrusznik serca.
- 1960:
  - Członkowie belgijskiej wyprawy na Antarktydę odkryli i sfotografowali z samolotu pasmo górskie, które nazwali Górami Królowej Fabioli.
  - Zwodowano atomowy okręt podwodny USS „Scamp”.
- 1962 – Algieria została członkiem ONZ.
- 1965 – W Londynie oddano do użytku maszt radiowy BT Tower o wysokości 189 m.
- 1967 – Boliwijscy żołnierze zranili i aresztowali argentyńskiego rewolucjonistę Che Guevarę. Następnego dnia został rozstrzelany.
- 1968 – W meksykańskim mieście Puebla otwarto Stadion Cuauhtémoc.
- 1974 – I sekretarz KC PZPR Edward Gierek rozpoczął oficjalną wizytę w USA (8–13 października).
- 1976:
  - Thanin Kraivichien został premierem Tajlandii.
  - Thorbjörn Fälldin został premierem Szwecji.
- 1977 – W Hobart na Tasmanii oddano do użytku odbudowany Most Tasmana, zburzony w wyniku uderzenia statku 5 stycznia 1975 roku.
- 1982 – Olof Palme został po raz drugi premierem Szwecji.
- 1985:
  - Palestyńscy terroryści zamordowali na uprowadzonym włoskim statku „Achille Lauro” amerykańskiego inwalidę pochodzenia żydowskiego Leona Klinghoffera.
  - Został przedstawiony tzw. plan Bakera, mający przeciwdziałać rosnącemu zadłużeniu państw rozwijających się.
- 1990 – 17 Palestyńczyków zginęło, a ponad 100 zostało rannych w starciach z izraelską policją na Wzgórzu Świątynnym w Jerozolimie.
- 1991:
  - Milan Kučan został pierwszym prezydentem Słowenii.
  - Parlament Chorwacji zerwał wszystkie konstytucyjne powiązania z Jugosławią.
- 1996 – Prezydent Autonomii Palestyńskiej Jasir Arafat przybył z pierwszą oficjalną wizytą do Izraela.
- 1997:
  - Departament Stanu ogłosił listę zagranicznych organizacji terrorystycznych uważanych za wrogie wobec USA.
  - Kim Dzong Il został pierwszym sekretarzem Partii Pracy Korei.
  - Założono klub piłkarski Chicago Fire.
- 1999 – W miejscowości Miczenskaja w Czeczenii szaleniec Ahmed Ibragimow zastrzelił 35 osób, po czym został zlinczowany przez mieszkańców.
- 2000 – Ali Khalif Galaid został premierem Somalii
- 2001:
  - 118 osób zginęło, a 4 na ziemi zostały ranne po zderzeniu krótko po starcie należącego do skandynawskich linii SAS samolotu MD-82 z awionetką nad Mediolanem.
  - Arnold Rüütel został prezydentem Estonii.
  - Girma Woldegiorgis został prezydentem Etiopii.
  - Prezydent USA George W. Bush wydał zarządzenie o powołaniu Departamentu Bezpieczeństwa Krajowego Stanów Zjednoczonych (DHS).
  - W zestrzelonym nad wąwozem Kodori w Abchazji helikopterem ONZ-owskiej misji obserwacyjnej UNOMIG zginęło 9 osób – wszyscy na pokładzie.
- 2005:
  - Otwarto odbudowany Most Wolności nad Dunajem w Nowym Sadzie (Serbia), zniszczony w wyniku nalotów NATO w 1999 roku.
  - W pakistańskim Kaszmirze miało miejsce trzęsienie ziemi o sile 7,6 stopnia w skali Richtera, które pochłonęło dziesiątki tysięcy ofiar.
- 2007:
  - Pod Oslo otwarto Port lotniczy Moss-Rygge.
  - W odległości 200 metrów od polskiej ambasady w Bagdadzie wybuchł samochód-pułapka, zabijając 2 osoby.
- 2008:
  - 18 osób zginęło, a jedna została ranna w katastrofie samolotu pasażerskiego DHC-6 Twin Otter w Nepalu.
  - Kryzys polityczny na Ukrainie: prezydent Wiktor Juszczenko rozwiązał Radę Najwyższą i rozpisał przedterminowe wybory.
  - Mohamed Nasheed wygrał pierwsze demokratyczne wybory prezydenckie na Malediwach.
- 2009:
  - Amerykański Kongres nadał pośmiertnie gen. Kazimierzowi Pułaskiemu jako siódmej osobie w historii tytuł Honorowego Obywatela Stanów Zjednoczonych.
  - Co najmniej 17 osób zginęło, a 76 zostało rannych w samobójczym zamachu bombowym koło ambasady indyjskiej w Kabulu.
- 2012:
  - Alberto Vaquina został premierem Mozambiku.
  - Wojna domowa w Syrii: rozpoczęła się bitwa pod Ma’arrat an-Numan.
- 2014 – Zmarł pochodzący z Liberii Thomas Eric Duncan, amerykański pacjent zero zarażony gorączką krwotoczną Ebola, u którego wirus rozwinął się już po jego przybyciu do Ameryki[3].
- 2016:
  - Na Węgrzech ukazało się ostatnie wydanie największego opozycyjnego dziennika „Népszabadság”.
  - Wojna domowa w Jemenie: ponad 140 osób zginęło, a ponad 520 zostało rannych w Sanie, w wyniku zbombardowania sali, w której zebrani byli żałobnicy po pogrzebie ojca ministra spraw wewnętrznych.
- 2019 – Əli Əsədov został premierem Azerbejdżanu.
- 2022:
  - Inwazja Rosji na Ukrainę: w wyniku wybuchu został uszkodzony Most Krymski.
  - Włoch Filippo Ganna ustanowił we szwajcarskim Grenchen kolarski rekord świata w jeździe godzinnej (56,792 km).
- 2023 – W Robbinsville w stanie New Jersey oficjalnie zainaugurowano i otwarto Swaminarayan Akshardham, drugą co do wielkości świątynię hinduistyczną na świecie.

## Eksploracja kosmosu
- 1992 – Amerykańska sonda Pioneer Venus 1 uległa zniszczeniu w atmosferze Wenus.

## Urodzili się
- 1438 – Bernardo Pulci, włoski poeta (zm. 1488)
- 1484 – Antonio Pucci, włoski duchowny katolicki, biskup Pistoi, biskup Vannes, kardynał (zm. 1544)
- 1515 – Małgorzata Douglas, angielska arystokratka (zm. 1578)
- 1550 – Antonio Zapata y Cisneros, hiszpański duchowny katolicki, arcybiskup Burgos, inkwizytor, kardynał (zm. 1635)
- 1551 – Giulio Caccini, włoski kompozytor, śpiewak (zm. 1618)
- 1553 – Jacques-Auguste de Thou, francuski polityk, historyk, pisarz (zm. 1617)
- 1582 – Pedro de Villagómez Vivanco, hiszpański duchowny katolicki, biskup Arequipy, arcybiskup Limy i prymas Peru (zm. 1671)
- 1619 – Philipp von Zesen, niemiecki prozaik, poeta (zm. 1698)
- 1676 – Benito Jerónimo Feijóo e Montenegro, hiszpański mnich, filozof (zm. 1764)
- 1679 – Johann Michael von Althann, austriacki arystokrata, polityk (zm. 1722)
- 1713 – Ezechiel Landau, rabin Pragi (zm. 1793)
- 1741 – José Cadalso, hiszpański pisarz (zm. 1782)
- 1752 – François Cabarrus, francuski finansista, polityk (zm. 1810)
- 1773 – Franciszek Babel de Fronsberg, polski lekarz, uczony, rektor (zm. 1841)
- 1776 – Pieter van Os, holenderski malarz (zm. 1839)
- 1789 – William Swainson, brytyjski ornitolog, zoolog (zm. 1855)
- 1790 – Franciszek Sznajde, polski generał brygady (zm. 1850)
- 1795 – Krzysztof Fryderyk Brun, polski kupiec (zm. 1866)
- 1797 – Ludwig Förster, austriacki architekt pochodzenia niemieckiego (zm. 1863)
- 1807 – Harriet Taylor Mill, brytyjska filozofka, feministka (zm. 1858)
- 1813 – Friedrich Egon von Fürstenberg, czeski duchowny katolicki, arcybiskup Ołomuńca, kardynał (zm. 1892)
- 1818 – John Henninger Reagan, amerykański prawnik, polityk, senator (zm. 1906)
- 1819 – Ebenezer Swift, amerykański chirurg wojskowy (zm. 1885)
- 1823 – Iwan Aksakow, rosyjski poeta, publicysta (zm. 1886)
- 1826 – William Harwar Parker, amerykański oficer marynarki wojennej (zm. 1896)
- 1831 – Michał Jelski, polski ziemianin, skrzypek, kompozytor, publicysta muzyczny (zm. 1904)
- 1832 – Robert Hartmann, niemiecki podróżnik, anatom, antropolog, etnograf (zm. 1893)
- 1833:
  - Edward Cichocki, polski architekt (zm. 1899)
  - André Theuriet, francuski poeta, prozaik, dramaturg (zm. 1907)
- 1834 – Bronisław Szwarce, polski inżynier, tłumacz, działacz niepodległościowy (zm. 1904)
- 1835 – Christian Otto Mohr, niemiecki inżynier (zm. 1918)
- 1838 – John Hay, amerykański polityk, dyplomata (zm. 1905)
- 1839 – Johannes Otzen, niemiecki architekt (zm. 1911)
- 1840 – Bernard Ludwik Beaulieu, francuski misjonarz, męczennik, święty (zm. 1866)
- 1842 – Marcin Szulc, polski podporucznik, uczestnik powstania styczniowego, aptekarz (zm. 1933)
- 1845 – Salomon Kalischer, niemiecki kompozytor, pianista, filozof, fizyk pochodzenia żydowskiego (zm. 1924)
- 1847 – Stanisław Sunderland, polski adwokat, pedagog, działacz społeczny, polityk, poseł do Dumy Państwowej pochodzenia żydowskiego (zm. 1912)
- 1848 – Pierre Degeyter, francuski socjalista, kompozytor pochodzenia belgijskiego (zm. 1932)
- 1850 – Henri Louis Le Chatelier, francuski chemik, teoretyk organizacji, wykładowca akademicki (zm. 1936)
- 1854 – Karol Trochanowski, polski balneolog, chemik, pedagog (zm. 1929)
- 1856 – John Mabon Warden, brytyjski esperantysta (zm. 1933)
- 1857 – Karol Plage, polski urzędnik kolejowy, numizmatyk, muzealnik (zm. 1927)
- 1858 – Tadeusz Błotnicki, polski rzeźbiarz, kostiumolog, wykładowca akademicki (zm. 1928)
- 1860 – John D. Batten, brytyjski malarz, grafik, ilustrator (zm. 1932)
- 1862 – Emil von Sauer, niemiecki pianista, kompozytor (zm. 1942)
- 1864 – Kikunae Ikeda, japoński chemik, wykładowca akademicki (zm. 1936)
- 1866 – Jakub Krzysztofowicz, polski prawnik, polityk (zm. ?)
- 1868:
  - Wilhelm Doms, niemiecki malarz, grafik (zm. 1957)
  - Max Slevogt, niemiecki malarz (zm. 1932)
- 1869:
  - Alice Gurschner, austriacka pisarka, poetka, felietonistka pochodzenia żydowskiego (zm. 1944)
  - (lub 26 września) Komitas Wardapet, ormiański kompozytor (zm. 1935)
- 1870:
  - Esper Biełosielski, rosyjski żeglarz sportowy (zm. 1921)
  - Louis Vierne, francuski kompozytor, organista (zm. 1937)
- 1872:
  - Kristine Bonnevie, norweska zoolog, genetyk, wykładowczyni akademicka (zm. 1948)
  - John Cowper Powys, brytyjski poeta, prozaik, eseista (zm. 1963)
- 1873:
  - Jan Calabria, włoski duchowny katolicki, założyciel Zgromadzenia Ubogich Sług Bożej Opatrzności, święty (zm. 1954)
  - Ejnar Hertzsprung, duński chemik, astronom (zm. 1967)
  - Aleksiej Szczusiew, rosyjski architekt (zm. 1949)
- 1874 – István Bethlen, węgierski arystokrata, polityk, premier Węgier (zm. 1946)
- 1875:
  - Lawrence Doherty, brytyjski tenisista (zm. 1919)
  - Cécile Tormay, węgierska pisarka, nowelistka (zm. 1937)
- 1876:
  - Louis Codet, francuski prozaik, poeta (zm. 1914)
  - Filippo Cortesi, włoski duchowny katolicki, arcybiskup, nuncjusz apostolski (zm. 1947)
  - Harald, duński książę (zm. 1949)
- 1877:
  - Fryderyk z Berga, hiszpański kapucyn, męczennik, błogosławiony (zm. 1937)
  - Hans Heysen, australijski malarz pochodzenia niemieckiego (zm. 1968)
- 1878 – Alceo Dossena, włoski rzeźbiarz, fałszerz dzieł sztuki (zm. 1937)
- 1879 – Chen Duxiu, chiński polityk, publicysta (zm. 1942)
- 1880 – Fritz Bleyl, niemiecki architekt, malarz (zm. 1966)
- 1883 – Otto Heinrich Warburg, niemiecki biochemik, laureat Nagrody Nobla (zm. 1970)
- 1884 – Walter von Reichenau, niemiecki feldmarszałek (zm. 1942)
- 1885 – Khải Định, cesarz Wietnamu (zm. 1925)
- 1887 – Huntley Gordon, kanadyjski aktor (zm. 1956)
- 1890:
  - Heinrich Focke, niemiecki konstruktor samolotów (zm. 1979)
  - Edward Rickenbacker, amerykański pilot wojskowy, as myśliwski (zm. 1973)
  - Philippe Thys, belgijski kolarz szosowy (zm. 1971)
- 1891 – Jan Fryling, polski urzędnik, dyplomata, dziennikarz (zm. 1977)
- 1892 – Marina Cwietajewa, rosyjska poetka (zm. 1941)
- 1895:
  - Juan Perón, argentyński polityk, prezydent Argentyny (zm. 1974)
  - Ahmed Zogu, albański polityk, premier i prezydent i król Albanii (zm. 1961)
- 1896 – Julien Duvivier, francuski reżyser filmowy (zm. 1967)
- 1897:
  - Franciszek Jop, polski duchowny katolicki, biskup opolski (zm. 1976)
  - Rouben Mamoulian, amerykański reżyser i scenarzysta filmowy pochodzenia ormiańskiego (zm. 1987)
- 1898:
  - Robert Alexander Birkbeck, brytyjski pilot wojskowy, as myśliwski (zm. 1938)
  - Clarence Williams, amerykański pianista jazzowy (zm. 1965)
- 1899:
  - Jan Kazimierz Lasocki, polski kapitan dyplomowany pilot (zm. 1936)
  - Edmond Michelet, francuski polityk, Sługa Boży (zm. 1970)
- 1900:
  - Alfredo Carricaberry, argentyński piłkarz (zm. 1942)
  - Heinrich Silber, estoński strzelec sportowy (zm. 1959)
- 1901:
  - Kazimierz Aleksander Gzowski, polski rotmistrz, jeździec sportowy (zm. 1986)
  - Marcus Laurence Elwin Oliphant, australijski fizyk, wykładowca akademicki, polityk (zm. 2000)
  - Russ Snowberger, amerykański kierowca wyścigowy (zm. 1968)
  - Thorsten Svensson, szwedzki piłkarz (zm. 1954)
  - Aleksander Weissberg-Cybulski, polski fizyk, działacz komunistyczny pochodzenia żydowskiego (zm. 1964)
- 1902 – Helena Rzadkowska, polska historyk, wykładowczyni akademicka (zm. 1983)
- 1903:
  - Georgi Geszew, bułgarski szachista (zm. 1937)
  - Yves Giraud-Cabantous, francuski kierowca wyścigowy (zm. 1973)
  - Ferenc Nagy, węgierski polityk, premier Węgier (zm. 1979)
  - Emanuel Poche, czeski historyk sztuki (zm. 1987)
- 1904 – Antoni Dobrowolski, polski pedagog, więzień Auschwitz (zm. 2012)
- 1905 – Zang Kejia, chiński poeta (zm. 2004)
- 1906:
  - Rory Hill, egipski historyk, archeolog pochodzenia brytyjskiego (zm. 1972)
  - George E. Outland, amerykański polityk (zm. 1981)
  - Siergiej Turyszew, radziecki polityk (zm. 1974)
- 1907:
  - Art Babbitt, amerykański animator (zm. 1992)
  - Wincenty Danek, polski polonista, pedagog, historyk literatury (zm. 1976)
  - Hugh Foot, brytyjski arystokrata, polityk kolonialny (zm. 1990)
  - Fernand Jaccard, szwajcarski piłkarz, trener (zm. 2008)
  - Halina Korolec-Bujakowska, polska podróżniczka, reportażystka (zm. 1971)
  - Polina Osipienko, radziecka major (zm. 1939)
- 1908 – Wiaczesław Ragozin, rosyjski szachista, sędzia, dziennikarz (zm. 1962)
- 1909 – Piotr Jaroszewicz, polski generał dywizji, polityk, wicepremier, minister górnictwa, premier PRL (zm. 1992)
- 1910:
  - Boris Kokowkin, rosyjski aktor (zm. 1985)
  - Ray Lewis, kanadyjski lekkoatleta, sprinter (zm. 2003)
  - Mariano Suárez, hiszpański kleryk, męczennik, błogosławiony (zm. 1934)
  - Travis Webb, amerykański kierowca wyścigowy (zm. 1990)
- 1911:
  - Mark Bernes, rosyjski aktor, piosenkarz pochodzenia żydowskiego (zm. 1969)
  - Mario Cagna, włoski duchowny katolicki, arcybiskup, nuncjusz apostolski (zm. 1986)
  - Michaił Fomiczow, radziecki generał-lejtnant wojsk pancernych (zm. 1987)
  - Erik Lindén, szwedzki zapaśnik (zm. 1992)
  - Elpidius Markötter, niemiecki franciszkanin (zm. 1942)
  - Heinz Thilo, niemiecki lekarz, zbrodniarz nazistowski (zm. 1945)
- 1912:
  - Jan Gałązka, polski polityk, poseł na Sejm PRL (zm. 1984)
  - Aleksandr Sienatorow, radziecki generał porucznik lotnictwa (zm. 1992)
  - Max Westerkamp, holenderski hokeista na trawie (zm. 1970)
- 1914:
  - Tadeusz Burzyński, polski prezbiter, żołnierz AK, uczestnik powstania warszawskiego, męczennik (zm. 1944)
  - Harlan Hagen, amerykański polityk (zm. 1990)
  - Pavel Lovas, słowacki trener piłkarski (zm. 1975)
  - Rowland Wolfe, amerykański gimnastyk (zm. 2010)
- 1915:
  - Edward Pasek, polski nauczyciel, działacz społeczny (zm. 1983)
  - Kuźma Turhan, czuwaski pisarz, tłumacz, redaktor (zm. 1988)
- 1916:
  - Spark Matsunaga, amerykański polityk pochodzenia japońskiego (zm. 1990)
  - Eufrozyn Sagan, polski paleobotanik, muzealnik (zm. 1995)
- 1917:
  - Billy Conn, amerykański bokser (zm. 1993)
  - Henryk Hiż, polski filozof, lingwista, logik, matematyk, etyk (zm. 2006)
  - Rodney Robert Porter, brytyjski biochemik, laureat Nagrody Nobla (zm. 1985)
  - Mieczysław Sawicki, polski generał brygady, działacz kombatancki (zm. 2008)
- 1918:
  - Curt Lincoln, szwedzko-fiński kierowca wyścigowy (zm. 2005)
  - Amos Manor, izraelski wojskowy, dyrektor Szin Bet (zm. 2007)
  - Jens Skou, duński chemik, laureat Nagrody Nobla (zm. 2018)
- 1919:
  - Kiichi Miyazawa, japoński polityk, premier Japonii (zm. 2007)
  - Maria Przeździecka, polska historyk sztuki (zm. 1965)
- 1920:
  - Frank Dochnal, amerykański kierowca wyścigowy (zm. 2010)
  - Maxi Herber, niemiecka łyżwiarka figurowa (zm. 2006)
  - Frank Herbert, amerykański pisarz science fiction (zm. 1986)
  - Leszek Ostrowski, polski aktor (zm. 1981)
  - René Thirifays, belgijski piłkarz (zm. 1986)
- 1921:
  - Jerzy Adamczewski, polski śpiewak operowy i operetkowy, pedagog (zm. 2006)
  - Egon Jönsson, szwedzki piłkarz, trener (zm. 2000)
  - Charles Zentai, węgierski chorąży, zbrodniarz wojenny (zm. 2017)
- 1922:
  - Eileen Essell, brytyjska aktorka (zm. 2015)
  - Katharina Focke, niemiecka politolog, polityk (zm. 2016)
  - Zbigniew Jedliński, polski chemik, wykładowca akademicki (zm. 2008)
  - Nils Liedholm, szwedzki piłkarz, trener (zm. 2007)
  - Stefania Woytowicz, polska śpiewaczka operowa (sopran) (zm. 2005)
- 1923:
  - Jan Adamski, polski aktor, pisarz (zm. 2010)
  - Rune Emanuelsson, szwedzki piłkarz (zm. 1993)
  - Stanisław Kuziński, polski ekonomista, polityk, poseł na Sejm PRL (zm. 2012)
  - Wang Jinxi, chiński chłop, przodownik pracy (zm. 1970)
- 1924:
  - Alphons Egli, szwajcarski prawnik, polityk, prezydent Szwajcarii (zm. 2016)
  - Aloísio Lorscheider, brazylijski duchowny katolicki, arcybiskup Fortalezy i Aparecidy, kardynał (zm. 2007)
  - Johnny Werket, amerykański łyżwiarz szybki (zm. 2010)
- 1925:
  - Jean-Guy Hamelin, kanadyjski duchowny katolicki, biskup Rouyn-Noranda (zm. 2018)
  - Olle Hellbom, szwedzki reżyser, scenarzysta i producent filmowy (zm. 1982)
  - Andriej Siniawski, rosyjski prozaik, eseista, historyk literatury (zm. 1997)
- 1926:
  - Louise Hay, amerykańska autorka poradników samorozwoju i książek motywacyjnych (zm. 2017)
  - Maria Kalota-Szymańska, polska poetka, krytyk literacki (zm. 2011)
  - Klemens Roguski, polski sztangista, trener (zm. 2002)
  - Krzysztof Skubiszewski, polski prawnik, polityk, dyplomata, minister spraw zagranicznych (zm. 2010)
  - Eugeniusz Tyrajski, polski podpułkownik, członek Szarych Szeregów i AK, uczestnik powstania warszawskiego (zm. 2019)
  - Tadeusz Zwilnian-Grabowski, polski prozaik, poeta, krytyk literacki (zm. 2012)
- 1927:
  - Torbjørn Falkanger, norweski skoczek narciarski (zm. 2013)
  - César Milstein, brytyjski immunolog, laureat Nagrody Nobla (zm. 2002)
  - Abraham Nehmé, libański duchowny melchicki, arcybiskup Himsu (zm. 2022)
  - Stanisław Rybicki, polski malarz samouk (zm. 2019)
  - Kostas Tachtsis, grecki poeta, prozaik, tłumacz (zm. 1988)
- 1928:
  - Didi, brazylijski piłkarz, trener (zm. 2001)
  - Jan Seredyka, polski historyk (zm. 2008)
  - Ray Stricklyn, brytyjski aktor (zm. 2002)
- 1929:
  - Arthur Bisguier, amerykański szachista, dziennikarz (zm. 2017)
  - Betty Boothroyd, brytyjska polityk, spiker Izby Gmin (zm. 2023)
  - Marian Surma, polski fizyk, wykładowca akademicki (zm. 2018)
- 1930:
  - Pepper Adams, amerykański saksofonista jazzowy (zm. 1986l)
  - Reiji Okazaki, japoński biolog molekularny (zm. 1975)
  - James Olson, amerykański aktor (zm. 2022)
  - Zofia Porembska, polska biochemiczka (zm. 2004)
  - Faith Ringgold, amerykańska malarka, performerka, działaczka na rzecz praw obywatelskich (zm. 2024)
  - Tōru Takemitsu, japoński kompozytor (zm. 1996)
  - Jerzy Tomaszewski, polski historyk, politolog, profesor nauk humanistycznych (zm. 2014)
- 1931:
  - Maria Broniewska, polska aktorka
  - Elżbieta Kilarska, polska aktorka (zm. 2013)
  - Stanisław Konturek, polski fizjolog, gastroenterolog (zm. 2019)
  - Anderl Molterer, austriacki narciarz alpejski (zm. 2023)
  - Julian Siemionow, rosyjski pisarz (zm. 1993)
  - Román Torán Albero, hiszpański szachista (zm. 2005)
- 1932:
  - Kenneth Appel, amerykański matematyk (zm. 2013)
  - Wacław Gapiński, polski duchowny katolicki (zm. 2010)
  - Ray Reardon, walijski snookerzysta (zm. 2024)
- 1933:
  - Antonio Bayter Abud, kolumbijski duchowny katolicki, wikariusz apostolski Iníridy (zm. 2020)
  - Leonid Machnacz, rosyjski reżyser filmowy (zm. 2014)
  - Halina Winiarska, polska aktorka (zm. 2022)
- 1934:
  - Gerry Hitchens, angielski piłkarz (zm. 1983)
  - Martin Lippens, belgijski piłkarz (zm. 2016)
- 1935:
  - Magdalena Bujak-Lenczowska, polska biegaczka narciarska
  - Sławomir Kryska, polski prozaik, poeta, dziennikarz, scenarzysta (zm. 1996)
  - Jurij Radoniak, rosyjski bokser (zm. 2013)
  - Mirosław Żywczyk, polski zapaśnik (zm. 2024)
- 1936:
  - Leonid Kurawlow, rosyjski aktor (zm. 2022)
  - Peter Swan, angielski piłkarz, trener (zm. 2021)
- 1937:
  - Aleksandr Iwanicki, rosyjski zapaśnik, sambista (zm. 2020)
  - Wojciech Ziętarski, polski aktor, reżyser teatralny (zm. 1996)
- 1938:
  - Edward Hyra, polski generał brygady pilot (zm. 2009)
  - Jerzy Janczukowicz, polski płetwonurek, podróżnik, odkrywca (zm. 2020)
  - Bronislovas Lubys, litewski polityk, premier Litwy (zm. 2011)
  - Fernando Lyra, brazylijski polityk (zm. 2013)
  - John Ørsted Hansen, duński wioślarz
  - Penny Pitou, amerykańska narciarka alpejska
  - Fred Stolle, australijski tenisista (zm. 2025)
- 1939:
  - Gary Anderson, amerykański strzelec sportowy
  - Giuseppe Beghetto, włoski kolarz torowy i szosowy
  - Jean-Claude Gaudin, francuski nauczyciel, minister ds. polityki miejskiej i regionalnego planowania, samorządowiec, mer Marsylii (zm. 2024)
  - Maurice Herriott, brytyjski lekkoatleta, długodystansowiec
  - Paul Hogan, australijski aktor, scenarzysta filmowy
  - Michał Kobusiewicz, polski archeolog (zm. 2024)
  - Elvīra Ozoliņa, łotewska lekkoatletka, oszczepniczka
  - Harvey Pekar, amerykański autor komiksów, krytyk muzyczny (zm. 2010)
- 1940:
  - Mario Maino, włoski kolarz szosowy
  - Christopher Mankiewicz, amerykański aktor, producent filmowy (zm. 2024)
  - Hans-Jürgen Rückborn, niemiecki lekkoatleta, trójskoczek
- 1941:
  - Jesse Jackson, amerykański duchowny baptystyczny, działacz na rzecz praw obywatelskich, polityk
  - Kim P’yŏng Hae, północnokoreański polityk
  - Krzysztof Misiurkiewicz, polski aktor (zm. 2010)
  - Walerian Pańko, polski prawnik, wykładowca akademicki, działacz opozycji demokratycznej, polityk, poseł na Sejm kontraktowy, prezes NIK (zm. 1991)
  - Edzard Schmidt-Jortzig, niemiecki prawnik, wykładowca akademicki, polityk
  - Nadieżda Sieropiegina, rosyjska lekkoatletka, sprinterka
  - Petr Uhl, czeski dziennikarz, polityk, dysydent, sygnatariusz Karty 77, więzień polityczny, obrońca praw człowieka (zm. 2021)
- 1942:
  - Olga Johann, polska psycholog, socjolog, działaczka samorządowa (zm. 2017)
  - Dmytro Kiwa, ukraiński inżynier, konstruktor lotniczy, prezes przedsiębiorstwa Antonow (zm. 2024)
  - Nguyễn Minh Triết, wietnamski polityk, prezydent Wietnamu
- 1943:
  - Chevy Chase, amerykański aktor, komik
  - Bronisław Cieślak, polski dziennikarz, aktor, polityk, poseł na Sejm RP (zm. 2021)
  - R.L. Stine, amerykański pisarz
- 1944:
  - José Barros Moura, portugalski prawnik, wykładowca akademicki, polityk (zm. 2003)
  - Aleksander Ford, polski aktor (zm. 2012)
  - Ilija Lončarević, chorwacki trener piłkarski
  - Czesław Sobków, polski ekonomista, wykładowca akademicki (zm. 2019)
- 1945 – Ewa Lipska, polska poetka, felietonistka
- 1946:
  - Jean-Jacques Beineix, francuski reżyser, scenarzysta i producent filmowy (zm. 2022)
  - Zbigniew Frączkiewicz, polski rzeźbiarz
  - Aleksandr Gorszkow, rosyjski łyżwiarz figurowy (zm. 2022)
  - Dennis Kucinich, amerykański polityk
  - Marek Kulisiewicz, polski muzyk, wokalista, członek zespołu Wawele
  - Lennox Miller, jamajski lekkoatleta, sprinter (zm. 2004)
  - Sumie Oinuma, japońska siatkarka
  - Walerij Riezancew, rosyjski zapaśnik
  - Doug Utjesenovic, australijski piłkarz pochodzenia serbskiego
  - Sören Wibe, szwedzki ekonomista, polityk (zm. 2010)
- 1947:
  - Adriana Bittel, rumuńska pisarka, publicystka, krytyk literacki, dziennikarka
  - Vítor Damas, portugalski piłkarz, bramkarz (zm. 2003)
  - Devadass Ambrose Mariadoss, indyjski duchowny katolicki, biskup Tanjore (zm. 2024)
  - Emiel Puttemans, belgijski lekkoatleta, długodystansowiec
  - Kurt Rydl, austriacki śpiewak operowy (bas)
  - Marek Toczek, polski wiceadmirał, polityk
- 1948:
  - Armand De Decker, belgijski polityk, przewodniczący Senatu (zm. 2019)
  - Tadeusz Drzewiecki, polski aktor (zm. 2017)
  - Gottfried Helnwein, austriacki muzyk
  - Claude Jade, francuska aktorka (zm. 2006)
  - Johnny Ramone, amerykański muzyk, członek zespołu Ramones (zm. 2004)
- 1949:
  - Roman Hauser, polski prawnik, sędzia, wykładowca akademicki, prezes NSA, przewodniczący KRS
  - Sigourney Weaver, amerykańska aktorka
- 1950:
  - Miguel Ángel Brindisi, argentyński piłkarz, trener
  - Andrzej Lesicki, polski biolog, zoolog, malakolog, wykładowca akademicki
  - Joaquim Piscarreta, portugalski samorządowiec, polityk, eurodeputowany
- 1951:
  - Vladimirs Buzajevs, łotewski dziennikarz, polityk pochodzenia rosyjskiego
  - Jutta Haug, niemiecka działaczka samorządowa, polityk, eurodeputowana
  - Maki Kaji, japoński przedsiębiorca (zm. 2021)
  - Janno Reiljan, estoński ekonomista, polityk, eurodeputowany (zm. 2018)
  - Antonio Rodríguez, kubański siatkarz
- 1952:
  - Clifford Adams, amerykański puzonista i wokalista jazzowy (zm. 2015)
  - Wiktar Auczynnikau, białoruski lekarz, polityk
  - Iwan Bambiza, białoruski polityk
  - Pierre Chevalier, belgijski i flamandzki polityk
  - Ryszard Chlebuś, polski aktor
  - Anna Javorková, słowacka aktorka
  - Anatolij Klebanow, rosyjski piłkarz wodny (zm. 2011)
  - Jan Marijnissen, holenderski polityk
  - Piotr Paneth, polski chemik, wykładowca akademicki
  - Czesław Siekierski, polski ekonomista, polityk, wiceminister rolnictwa, poseł na Sejm RP, eurodeputowany
  - Edward Zwick, amerykański reżyser i producent filmowy
- 1953:
  - Andrzej Grajewski, polski politolog, dziennikarz, publicysta
  - Tommy Kristiansen, duński piłkarz
  - Julia Navarro, hiszpańska dziennikarka, pisarka
  - Jordan Nichrizow, bułgarski polityk
- 1954:
  - Joseph-Antoine Bell, kameruński piłkarz, bramkarz
  - Michael Dudikoff, amerykański aktor
  - Jean Fernandez, francuski piłkarz, trener pochodzenia hiszpańskiego
  - Marek Jawor, polski dziennikarz, wydawca, fotografik, społecznik (zm. 2021)
  - Piotr Kownacki, polski prawnik, urzędnik państwowy
  - Guillermo Mendizábal, meksykański piłkarz, trener
  - Brigitte Rohde, niemiecka lekkoatletka, sprinterka i płotkarka
  - Huub Rothengatter, holenderski kierowca wyścigowy
  - Edit Sámuel, węgierska lekkoatletka, skoczkini wzwyż
  - Waldemar Wołk-Karaczewski, polski tancerz, pedagog
- 1955:
  - Andrzej Bączkowski, polski prawnik, polityk, minister pracy i polityki socjalnej (zm. 1996)
  - Darrell Hammond, amerykański aktor, komik
  - Jarosław Modzelewski, polski malarz, rysownik, pedagog
  - Gilbert Marie N’gbo Aké, iworyjski ekonomista, polityk, premier Wybrzeża Kości Słoniowej
  - Vladimiro Schettina, paragwajski piłkarz
  - Claudio Sulser, szwajcarski piłkarz
- 1956:
  - Rita Kas-Fromm, niemiecka szachistka pochodzenia węgierskiego
  - Raszyd Nurgalijew, rosyjski funkcjonariusz służb specjalnych, polityk
  - José Vicente Sánchez, hiszpański piłkarz
  - Janice Voss, amerykańska inżynier, astronautka (zm. 2012)
  - Stephanie Zimbalist, amerykańska aktorka, scenarzystka pochodzenia żydowskiego
- 1957:
  - Antonio Cabrini, włoski piłkarz, trener
  - Novatus Rugambwa, tanzański duchowny katolicki, arcybiskup, nuncjusz apostolski
  - Zbigniew Siemiątkowski, polski polityk, poseł na Sejm RP, minister spraw wewnętrznych, koordynator służb specjalnych
- 1958:
  - Troy Denning, amerykański pisarz
  - Ursula von der Leyen, niemiecka polityk, przewodnicząca Komisji Europejskiej
  - Heinz Lüdi, szwajcarski piłkarz
- 1959:
  - Nick Bakay, amerykański aktor, scenarzysta i producent filmowy i telewizyjny
  - Gaby Bußmann, niemiecka lekkoatletka, sprinterka i biegaczka średniodystansowa
  - Christin Cooper, amerykańska narciarka alpejska
  - Erik Gundersen, duński żużlowiec
  - Claude Michely, luksemburski kolarz przełajowy i szosowy (zm. 2023)
  - Carlos Noriega, peruwiańsko-amerykański astronauta
  - Dzmitryj Surski, białoruski plakacista
- 1960:
  - Andrea Anastasi, włoski siatkarz, trener
  - Juryj Puntus, białoruski piłkarz, trener
  - Rimantas Šadžius, litewski polityk
  - Marek Szerszyński, polski kolarz szosowy
- 1961:
  - Leszek Bonna, polski przedsiębiorca, samorządowiec, wicemarszałek województwa pomorskiego
  - Andrzej Butra, polski lekarz weterynarii, samorządowiec, urzędnik państwowy, wiceminister rolnictwa (zm. 2022)
  - Marek Kachaniak, polski pilot sportowy
  - Maria Cristina Messa, włoska specjalistka w zakresie medycyny nuklearnej, wykładowczyni akademicka, polityk
  - Janusz Wojdyga, polski siatkarz, trener
- 1962:
  - Berry van Aerle, holenderski piłkarz
  - Katarzyna Cygan, polska aktorka, wokalistka, reżyserka
  - Martin Fecko, słowacki polityk
  - Ani Podimata, grecka dziennikarka, polityk, eurodeputowana
  - Bruno Thiry, belgijski kierowca rajdowy
  - Jörg Vaihinger, niemiecki lekkoatleta, sprinter
- 1963:
  - Ewa Drozd, polska pedagog, działaczka samorządowa, polityk, poseł na Sejm RP
  - Antonio Filipazzi, włoski duchowny katolicki, arcybiskup, nuncjusz apostolski
  - Demetrio Jiménez Sánchez-Mariscal, hiszpański duchowny katolicki, prałat terytorialny Cafayate (zm. 2019)
  - Didier Méda, francuski narciarz dowolny (zm. 1999)
  - Vladimiras Volčiok, litewski prawnik, samorządowiec, polityk
- 1964:
  - Jakob Arjouni, niemiecki pisarz (zm. 2013)
  - Ian Hart, brytyjski aktor
  - Andrzej Klamt, polsko-niemiecki autor filmów dokumentalnych
  - Marek Klimek, polski ginekolog, wykładowca akademicki
  - Alan Knill, walijski piłkarz pochodzenia angielskiego
  - Wasyl Machno, ukraiński poeta, eseista, dramaturg, tłumacz
  - Magdalena Micińska, polska historyk (zm. 2023)
  - Son Mi-na, południowokoreańska piłkarka ręczna
  - Hlynur Stefánsson, islandzki piłkarz
  - CeCe Winans, amerykańska wokalistka gospel
- 1965:
  - Matt Biondi, amerykański pływak
  - C.J. Ramone, amerykański basista, członek zespołu Ramones
  - Andrzej Wroński, polski zapaśnik
- 1966:
  - Felipe Camiroaga, chilijski prezenter telewizyjny, aktor (zm. 2011)
  - Olaf Janßen, niemiecki piłkarz, trener
  - Andrzej Janicki, polski rysownik, autor komiksów (zm. 2021)
- 1967:
  - Hendrik Duryn, niemiecki aktor
  - Primož Gliha, słoweński piłkarz, trener
  - Alexander Zorniger, niemiecki piłkarz, trener
- 1968:
  - Ali Benarbia, algierski piłkarz
  - Zvonimir Boban, chorwacki piłkarz
  - CL Smooth, amerykański raper, producent muzyczny
  - Emily Procter, amerykańska aktorka
  - Leeroy Thornhill, brytyjski muzyk, członek zespołu The Prodigy
  - Samir Ələkbərov, azerski piłkarz
- 1969:
  - Ołeh Bereziuk, ukraiński psychiatra, polityk
  - Jeremy Davies, amerykański aktor
  - Dylan Neal, kanadyjski aktor, scenarzysta i producent telewizyjny
  - Roger Nilsen, norweski piłkarz
  - Iwelina Wasilewa, bułgarska działaczka samorządowa, polityk
- 1970:
  - Stéphane Bijoux, francuski dziennikarz i prezenter telewizyjny
  - Iwo Christow, bułgarski dziennikarz, tłumacz
  - Matt Damon, amerykański aktor, scenarzysta i producent filmowy
  - Vladimíra Danišková, słowacka koszykarka
  - Anne-Marie Duff, brytyjska aktorka
  - Michael Hennigan, brytyjski szachista
  - Gauri Khan, indyjska producentka filmowa
  - Sadiq Khan, brytyjski polityk, burmistrz Londynu pochodzenia pakistańskiego
  - Kordian Kolbiarz, polski samorządowiec, burmistrz Nysy
  - Tetsuya Nomura, japoński projektant gier komputerowych
  - Martín Vilallonga, argentyński piłkarz
  - Mayrín Villanueva, meksykańska aktorka, modelka
- 1971:
  - Michał Gramatyka, polski prawnik, wykładowca akademicki, samorządowiec, polityk, wicemarszałek województwa śląskiego, poseł na Sejm RP
  - Rafał Kosik, polski pisarz science fiction
  - Miran Pavlin, słoweński piłkarz
  - Dariusz Pick, polski aktor
  - Roberto Ríos, hiszpański piłkarz
  - Jarosław Sachajko, polski ekonomista, polityk, poseł na Sejm RP
- 1972:
  - Eliza Sokołowska, polska koszykarka
  - Dede Demet-Barry, amerykańska kolarka szosowa
  - Hicham Hamdouchi, marokańsko-francuski szachista
  - Hamzah Idris, saudyjski piłkarz
  - Wiktor Trenewski, macedoński piłkarz, trener
  - Stanislav Varga, słowacki piłkarz
  - Remco van Wijk, holenderski hokeista na trawie
- 1973:
  - Arsen Awetisjan, ormiański piłkarz
  - Kari Korhonen, fiński autor komiksów
  - Agnieszka Łopacka, polska aktorka
  - Keiji Shirahata, japoński łyżwiarz szybki
  - Karolina Syrek, polska judoczka
  - Petr Ton, czeski hokeista
  - Torben Wosik, niemiecki tenisista stołowy
- 1974:
  - Harry Dean Jr., amerykański didżej, wokalista, członek zespołu Bloodhound Gang
  - Rashard Griffith, amerykański koszykarz
  - Martin Henderson, nowozelandzki aktor
  - Csaba Madar, węgierski piłkarz, trener
  - Fredrik Modin, szwedzki hokeista
  - André Moraweck, niemiecki wokalista, członek zespołu Maroon
  - Kōji Murofushi, japoński lekkoatleta, młociarz
  - Łukasz Witt-Michałowski, polski aktor, reżyser teatralny
  - Zoran Zaew, macedoński polityk, premier Macedonii Północnej
- 1975:
  - Wojciech Brzeziński, polski aktor
  - Jack Lester, angielski piłkarz
  - Lynda Mekzine, algierska judoczka
  - Robert Podoliński, polski piłkarz, trener
- 1976:
  - Galo Blanco, hiszpański tenisista
  - Ernst Dospel, austriacki piłkarz
  - Bas Eickhout, holenderski polityk
  - Renate Groenewold, holenderska łyżwiarka szybka
  - Roland Kollmann, austriacki piłkarz
  - Grzegorz Peczkis, polski samorządowiec, polityk, senator RP
  - Peter Stickles, amerykański aktor
- 1977:
  - Madelon Baans, holenderska pływaczka
  - Anne-Caroline Chausson, francuska kolarka górska i BMX
  - Reese Hoffa, amerykański lekkoatleta, kulomiot
  - Erna Siikavirta, fińska pianistka, członkini zespołu Lordi
  - Siergiej Ulegin, rosyjski kajakarz
- 1978:
  - Piotr Chęciński, polski dziennikarz
  - Ewout Holst, holenderski pływak
  - Ernesto Peña, kubański zapaśnik
  - Darko Stanić, serbski piłkarz ręczny, bramkarz
- 1979:
  - Wilhelm Brenna, norweski skoczek narciarski
  - Lada Kozlíková, czeska kolarka szosowa i torowa
  - Kristanna Loken, amerykańska aktorka, modelka
  - Kenny Solomon, południowoafrykański szachista, trener
  - Landi Swanepoel, południowoafrykańska modelka
- 1980:
  - Kasper Bøgelund, duński piłkarz
  - Nick Cannon, amerykański aktor, komik, raper
  - Manuel De Vecchi, amerykański kolarz BMX
  - Przemysław Kulig, polski piłkarz
  - Branislav Mezei, słowacki hokeista
  - Adam Ptáček, czeski lekkoatleta, tyczkarz
  - António Ribeiro, kanadyjski piłkarz pochodzenia portugalskiego
  - The Miz, amerykański wrestler
  - Mamadou Zongo, burkiński piłkarz
- 1981:
  - Selim Benachour, tunezyjski piłkarz, trener
  - Arkadiusz Karapuda, polski artysta wizualny, malarz
  - Chris Killen, nowozelandzki piłkarz
  - Yanelis Labrada, kubańska taekwondzistka
  - Matteo Morandi, włoski gimnastyk
  - Dmitrij Safronow, rosyjski lekkoatleta, maratończyk
  - Zhao Ruirui, chińska siatkarka
  - Davide Zoboli, włoski piłkarz
- 1982:
  - Sebastian Fischer, niemiecki aktor
  - Rienat Gafurow, rosyjski żużlowiec pochodzenia tatarskiego
  - Mei Xiwen, chiński snookerzysta
  - Jost Schömann-Finck, niemiecki wioślarz
  - Termanology, amerykański raper
  - Annemiek van Vleuten, holenderska kolarka szosowa i torowa
- 1983:
  - Travis Pastrana, amerykański motocyklista FMX, kierowca rajdowy i wyścigowy
  - Daimí Ramírez Echevarría, kubańska siatkarka
  - Dmytro Razumkow, ukraiński polityk, przewodniczący Rady Najwyższej Ukrainy
  - Jochen Schöps, niemiecki siatkarz
- 1984:
  - Zbigniew Bródka, polski łyżwiarz szybki
  - Magdalena Frąckowiak, polska modelka
  - Arnold Gjergjaj, szwajcarski bokser, trener pochodzenia kosowskiego
  - Marek Hovorka, słowacki hokeista
  - Jiang Huajun, hongkońska tenisistka stołowa
  - Robert Kurvitz, estoński pisarz, muzyk, projektant gier komputerowych
  - Joséphine de La Baume, francuska modelka, aktorka
  - Trent Lowe, australijski kolarz górski i szosowy
  - Kodjovi Obilalé, togijski piłkarz, bramkarz
  - Mike Parisy, francuski kierowca wyścigowy
  - Francesco Pianeta, włoski bokser
  - Sejad Salihović, bośniacki piłkarz
  - Maciej Sikoński, polski karateka, zawodnik MMA
  - Jurij Szturko, ukraiński piłkarz
  - Goran Vrbanc, chorwacki koszykarz
  - Dioh Williams, liberyjski piłkarz
- 1985:
  - Simone Bolelli, włoski tenisista
  - Natali Flaviani, argentyńska siatkarka
  - Bruno Mars, amerykański piosenkarz, autor tekstów, producent muzyczny pochodzenia filipińsko-portorykańskiego
  - Jaycee Okwunwanne, bahrajński piłkarz pochodzenia nigeryjskiego
  - Tom Schnell, luksemburski piłkarz
- 1986:
  - Edgar Castillo, amerykański piłkarz pochodzenia meksykańskiego
  - Paulina Dutkiewicz-Raś, polska siatkarka
  - Camilla Herrem, norweska piłkarka ręczna
  - Adela Popescu, rumuńska piosenkarka, aktorka
  - Sasha Sidorenko, polska i ukraińska pięściarka
- 1987:
  - Johan Cruz, dominikański piłkarz
  - Aya Hirano, japońska aktorka, piosenkarka
  - Larrys Mabiala, kongijski piłkarz
  - Hasan Matuk, libański piłkarz
  - Susanto Megaranto, indonezyjski szachista
  - Semir Štilić, bośniacki piłkarz
  - István Veréb, węgierski zapaśnik
- 1988:
  - Maddie Hinch, brytyjska hokeistka na trawie, bramkarka
  - Əfran İsmayılov, azerski piłkarz
  - Yousif Mirza, emiracki kolarz szosowy i torowy
  - Dragana Svitlica, bośniacka koszykarka
- 1989:
  - Kanybek Dżołczubekow, kirgiski zapaśnik
  - Max Hartung, niemiecki szablista
  - Dugary Ndabashinze, burundyjski piłkarz
  - Armand Traoré, senegalski piłkarz
  - Stijn Wuytens, belgijski piłkarz
- 1990:
  - Vytautas Andriuškevičius, litewski piłkarz
  - Sanne Cant, belgijska kolarka przełajowa i górska
  - Felipe Gutiérrez, chilijski piłkarz
  - Arturo Mina, ekwadorski piłkarz
  - David Rundblad, szwedzki hokeista
- 1991:
  - Bakermat, holenderski didżej, producent muzyczny
  - Shan Danna, chińska siatkarka
  - Fernando Gaibor, ekwadorski piłkarz
  - Laura Saccomani, włoska siatkarka
  - Kang Yue, chińska sztangistka
- 1992:
  - Chelsea Gray, amerykańska koszykarka
  - Maria João Koehler, portugalska tenisistka
  - Lidzija Marozawa, białoruska tenisistka
  - Mangok Mathiang, południowosudański koszykarz
- 1993:
  - Treveon Graham, amerykański koszykarz
  - Angus T. Jones, amerykański aktor
  - Garbiñe Muguruza, hiszpańska tenisistka
  - Barbara Palvin, węgierska modelka
  - Molly C. Quinn, amerykańska aktorka
- 1994:
  - Jake Guentzel, amerykański hokeista
  - Luca Hänni, szwajcarski piosenkarz, model
  - Paweł Juraszek, polski pływak
  - Winona Oak, szwedzka piosenkarka, autorka tekstów
  - Adam Pavlásek, czeski tenisista
- 1995:
  - Grayson Allen, amerykański koszykarz
  - Ałła Belinśka, ukraińska zapaśniczka
  - Adrián Chovan, słowacki piłkarz, bramkarz
  - Miguel Ángel Mayé, piłkarz z Gwinei Równikowej
  - Thero Setsile, botswański piłkarz
  - Vincent Sierro, szwajcarski piłkarz
  - Katie Summerhayes, brytyjska narciarka dowolna
- 1996:
  - Ola Aina, nigeryjski piłkarz
  - Devontae Cacok, amerykański koszykarz
  - Kristina Mała, rosyjska lekkoatletka, trójskoczkini
  - Sara Sorribes Tormo, hiszpańska tenisistka
  - Sara Takanashi, japońska skoczkini narciarska
  - Agata Wdowiak, polska modelka, zdobywczyni tytułu Miss Polski
- 1997:
  - Nazim Babayev, azerski lekkoatleta, trójskoczek
  - Steven Bergwijn, holenderski piłkarz pochodzenia surinamskiego
  - Daniils Bobrovs, łotewski pływak
  - Fernanda Contreras Gómez, meksykańska tenisistka
  - Marco Odermatt, szwajcarski narciarz alpejski
  - Bella Thorne, amerykańska aktorka, modelka, tancerka, piosenkarka
- 1998:
  - Álvaro Granados, hiszpański piłkarz wodny
  - Maja Storck, szwajcarska siatkarka
- 1999:
  - Akbar Djurayev, uzbecki sztangista
  - Fábián Marozsán, węgierski tenisista
  - Đorđe Petrović, serbski piłkarz
  - Jamie Shackleton, angielski piłkarz
  - Luīze Šepte, łotewska koszykarka
- 2000:
  - Albert Barboza, wenezuelski piłkarz
  - Josh Hall, amerykański koszykarz
  - Kirył Kirylenka, białoruski piłkarz pochodzenia ukraińskiego
  - Ethan Torchio, włoski perkusista, kompozytor, członek zespołu Måneskin
- 2001:
  - Bogdan-Daniel Deac, rumuński szachista
  - Huh Yun-jin, południowokoreańska piosenkarka, autorka tekstów
  - Peyton Stearns, amerykańska tenisistka
  - Witan Sulaeman, indonezyjski piłkarz
- 2002:
  - Bartek Kaszuba, polski piosenkarz
  - Pia Lilian Kübler, niemiecka skoczkini narciarska
  - Zheng Qinwen, chińska tenisistka
  - Gábor Zombori, węgierski pływak
- 2003:
  - Aleksander, brazylijski piłkarz
  - Soungoutou Magassa, francuski piłkarz pochodzenia malijskiego
- 2004:
  - Julia Ituma, włoska siatkarka pochodzenia nigeryjskiego (zm. 2023)
  - Jordan Majchrzak, polski piłkarz
- 2006 – Klemens Staszel, polski skoczek narciarski

## Zmarli
- 705 – Abd al-Malik ibn Marwan, kalif z dynastii Umajjadów (ur. 647)
- 976 – Helena z Zadaru, królowa Chorwacji (ur. ?)
- 1117 – Fojian Huiqin, chiński mistrz chan (ur. 1059)
- 1286 – Jan I Rudy, książę Bretanii (ur. 1217)
- 1317 – Fushimi, cesarz Japonii (ur. 1265)
- 1354 – Cola di Rienzi, włoski rewolucjonista (ur. 1313)
- 1469 – Fra Filippo Lippi, włoski karmelita, malarz (ur. 1406)
- 1473 – Jan Gruszczyński, polski duchowny katolicki, arcybiskup gnieźnieński i prymas Polski (ur. 1405)
- 1580 – Hieronymus Wolf, niemiecki humanista, filolog, bizantynolog (ur. 1516)
- 1604 – Janus Dousa, holenderski poeta nowołaciński, tłumacz, historiograf (ur. 1545)
- 1606 – Jan VI Starszy, książę Nassau (ur. 1535)
- 1612 – Tryfon Wiacki, rosyjski święty mnich prawosławny (ur. ?)
- 1621 – (lub 7 października) Antoine de Montchrestien, francuski poeta, dramaturg, ekonomista (ur. 1575)
- 1647 – Christian Longomontanus, duński astronom, astrolog (ur. 1562)
- 1651 – Anna Katarzyna Konstancja, polska królewna (ur. 1619)
- 1652 – John Greaves, angielski matematyk, starożytnik (ur. 1602)
- 1656 – Jan Jerzy I Wettyn, elektor Saksonii (ur. 1585)
- 1664 – John Boys, angielski wojskowy, rojalista (ur. 1607)
- 1672 – Johan Nieuhof, holenderski żeglarz, odkrywca (ur. 1618)
- 1690 – Michał Leon Drucki Sokoliński, polski szlachcic, polityk (ur. ?)
- 1701 – Józef Bogusław Słuszka, polski szlachcic, wojskowy, polityk (ur. 1652)
- 1735 – Yongzheng, cesarz Chin (ur. 1678)
- 1754 – Henry Fielding, brytyjski pisarz (ur. 1707)
- 1766 – Franciszek Bieliński, polski polityk, marszałek nadworny koronny, wojewoda chełmiński, marszałek wielki koronny (ur. 1683)
- 1768 – Pierre-Simon Fournier, francuski rytownik, giser, drukarz (ur. 1712)
- 1772 – David Nitschmann, niemiecki duchowny i misjonarz protestancki, pierwszy senior braci morawskich (ur. 1695/96)
- 1793 – John Hancock, amerykański polityk, prezydent Kongresu Kontynentalnego, gubernator Massachusetts (ur. 1737)
- 1798 – Krystian Godfryd Deybel de Hammerau, polski generał pochodzenia niemieckiego (ur. 1725 lub 33)
- 1800 – Saławat Jułajew, baszkirski poeta, uczestnik powstania Pugaczowa, bohater narodowy (ur. 1754)
- 1802 – Emmanuele Vitale, maltański notariusz, dowódca wojskowy, polityk (ur. 1758)
- 1803 – Vittorio Alfieri, włoski hrabia, pisarz (ur. 1749)
- 1812 – Józef Feliks Łazowski, francuski generał pochodzenia polskiego (ur. 1759)
- 1820 – Henri Christophe, haitański polityk, prezydent i król Haiti (jako Henryk I) (ur. 1767)
- 1826:
  - Marie-Guillemine Benoist, francuska malarka (ur. 1768)
  - Friedrich Krupp, niemiecki przemysłowiec (ur. 1787)
- 1831 – Józef Jan Giedroyć, polski major, uczestnik powstania listopadowego (ur. 1795)
- 1834 – François-Adrien Boieldieu, francuski kompozytor (ur. 1775)
- 1837 – Gerard Maurycy Witowski, polski publicysta, poeta, dramatopisarz, ekonomista (ur. 1787)
- 1839 – Michał Korczyński, polski duchowny katolicki, biskup przemyski (ur. 1784)
- 1840 – John Pratt, brytyjski arystokrata, polityk (ur. 1759)
- 1842 – Christoph Ernst Friedrich Weyse, duński kompozytor, pianista, organista (ur. 1774)
- 1846 – Ignacy Sobolewski, polski szlachcic, polityk, emigrant (ur. 1770)
- 1855 – Samuel Dickinson Hubbard, amerykański prawnik, polityk (ur. 1799)
- 1856 – Théodore Chassériau, francuski malarz (ur. 1819)
- 1866 – Konstanty Gaszyński, polski poeta, prozaik, tłumacz, publicysta (ur. 1809)
- 1869:
  - Franklin Pierce, amerykański polityk, prezydent USA (ur. 1804)
  - Zofia Węgierska, polska felietonistka, pisarka (ur. 1822)
- 1870 – Félix Duban, francuski architekt (ur. 1798)
- 1874 – Vítězslav Hálek, czeski prozaik, poeta (ur. 1835)
- 1879:
  - Miguel Grau, peruwiański kontradmirał, bohater narodowy (ur. 1834)
  - George Vickers, amerykański polityk (ur. 1801)
- 1882 – Ignacy Kaliciński, polski aktor (ur. 1828)
- 1886 – José Casado del Alisal, hiszpański malarz (ur. 1830)
- 1889 – Johann Jakob von Tschudi, szwajcarski naturalista, badacz (ur. 1818)
- 1904 – Clemens Winkler, niemiecki chemik, wykładowca akademicki (ur. 1838)
- 1909:
  - Naftali Herc Imber, żydowski poeta (ur. 1856)
  - Klemens Sarnicki, polski bazylianin, teolog, biblista, wykładowca akademicki, polityk (ur. 1832)
- 1910 – Maria Konopnicka, polska poetka, nowelistka, krytyk literacki, publicystka, tłumaczka (ur. 1842)
- 1911:
  - Lee Batchelor, australijski polityk (ur. 1865)
  - Jan Gajda, polski poeta, malarz, działacz społeczny (ur. 1827)
- 1914 – Adelaide Crapsey, amerykańska poetka, krytyk literacki, nauczycielka (ur. 1878)
- 1918:
  - Michaił Aleksiejew, rosyjski generał (ur. 1857)
  - Teodor Alfred Serwatowski, polski ziemianin, polityk (ur. 1837)
- 1919:
  - Leandro Marconi, polski architekt pochodzenia włosko-szkockiego (ur. 1834)
  - Carlos Meléndez, salwadorski polityk, prezydent Salwadoru (ur. 1861)
- 1924 – Hermann Fritsche, niemiecki działacz religijny, publicysta (ur. 1846)
- 1926 – Jan Wolgner, polski generał brygady (ur. 1863)
- 1927:
  - Ricardo Güiraldes, argentyński poeta, nowelista (ur. 1883)
  - Maria Teresa Habsburg, arcyksiężniczka austriacka, księżna wirtemberska (ur. 1845)
  - Mary Webb, brytyjska pisarka, krytyk sztuki i literatury (ur. 1881)
- 1928:
  - Larry Semon, amerykański aktor (ur. 1889)
  - Iwan Skworcow-Stiepanow, rosyjski działacz komunistyczny, polityk, dziennikarz (ur. 1870)
- 1929 – Jacek Malczewski, polski malarz (ur. 1854)
- 1930 – Paweł Cyrus-Sobolewski, polski tytularny generał dywizji (ur. 1863)
- 1931 – John Monash, australijski generał, inżynier (ur. 1865)
- 1932 – Kazimiera Bujwidowa, polska działaczka społeczna, publicystka, feministka, ateistka (ur. 1867)
- 1933:
  - Adam Ciągliński, polski neurolog, fizjoterapeuta (ur. 1860)
  - Teodor Sobański, polski działacz gospodarczy i społeczny, polityk (ur. 1877)
- 1934:
  - Aleksander Łaguna, polski major pilot (ur. 1894)
  - Ignaz Rieder, austriacki duchowny katolicki, arcybiskup Salzburga (ur. 1858)
- 1935 – Hans Tropsch, niemiecki chemik (ur. 1889)
- 1936:
  - Jonathan Goforth, kanadyjski misjonarz prezbiteriański (ur. 1859)
  - Ahmed Tevfik Pasza, osmański urzędnik, ostatni wielki wezyr (ur. 1845)
- 1938:
  - Hnat Chotkewycz, ukraiński pisarz, etnograf, kompozytor, muzykolog (ur. 1877)
  - Elizabeth Nourse, amerykańska malarka, rzeźbiarka, dekoratorka (ur. 1859)
- 1940:
  - Josef František, czeski pilot wojskowy, as myśliwski (ur. 1914)
  - Henry Head, brytyjski neurolog (ur. 1861)
- 1941 – Lorenzo Lauri, włoski kardynał, nuncjusz apostolski (ur. 1864)
- 1943:
  - Otto Erler, niemiecki dramaturg (ur. 1872)
  - Stanisław Hryniewiecki, polski komandor porucznik (ur. 1896)
  - Maria Malanowicz-Niedzielska, polska aktorka (ur. 1899)
  - Eryk Sopoćko, polski oficer marynarki wojennej (ur. 1919)
- 1944 – Oszkár Gerde, węgierski szablista (ur. 1883)
- 1945 – Felix Salten, austriacki pisarz (ur. 1869)
- 1946:
  - Wilhelm Bahr, niemiecki sanitariusz, funkcjonariusz i zbrodniarz nazistowski (ur. 1907)
  - Wilhelm Dreimann, niemiecki funkcjonariusz i zbrodniarz nazistowski (ur. 1904)
  - Bruno Kitt, niemiecki lekarz, zbrodniarz nazistowski (ur. 1906)
  - Jan Maśląg, polski oficer UB (ur. 1905)
  - Agustín Parrado y García, hiszpański duchowny katolicki, arcybiskup Grenady, kardynał (ur. 1872)
  - Max Pauly, niemiecki funkcjonariusz i zbrodniarz nazistowski (ur. 1907)
  - John St. Polis, amerykański aktor (ur. 1873)
  - Frantz Erik Toft, duński działacz nazistowski, funkcjonariusz Gestapo (ur. 1926)
  - Willy Warnke, niemiecki funkcjonariusz i zbrodniarz nazistowski (ur. 1907)
- 1949:
  - Leonor Michaelis, niemiecko-amerykański lekarz, biochemik, wykładowca akademicki pochodzenia żydowskiego (ur. 1875)
  - Erik Ørvig, norweski żeglarz sportowy (ur. 1895)
- 1951 – Stanisław Springwald, polski tytularny generał dywizji (ur. 1864)
- 1952 – Arturo Rawson Corvalán, argentyński generał, polityk, prezydent Argentyny (ur. 1885)
- 1953:
  - Nigel Bruce, brytyjski aktor (ur. 1895)
  - Kathleen Ferrier, brytyjska śpiewaczka operowa (kontralt) (ur. 1912)
- 1954:
  - William Dod, brytyjski łucznik (ur. 1867)
  - Dimitrie Pompeiu, rumuński matematyk, wykładowca akademicki (ur. 1873)
  - Uno Wallentin, szwedzki żeglarz sportowy (ur. 1905)
- 1958 – Frank Kramer, amerykański kolarz torowy (ur. 1880)
- 1959:
  - Bernd Aldenhoff, niemiecki śpiewak operowy (tenor) (ur. 1908)
  - Perry G. Holden, amerykański agronom, wykładowca akademicki (ur. 1865)
  - Guillermo Riveros, chilijski piłkarz (ur. 1902)
- 1962 – Anton Walzer, niemiecka ofiara muru berlińskiego (ur. 1902)
- 1963:
  - Czesław Łagoda, polski podporucznik pilot (ur. 1897)
  - Salvatore Siino, włoski duchowny katolicki, arcybiskup, nuncjusz apostolski (ur. 1904)
  - Remedios Varo, hiszpańska malarka surrealistyczna (ur. 1908)
- 1966:
  - Celestyn Freinet, francuski pedagog (ur. 1896)
  - Stanisław Jarocki, polski scenograf (ur. 1887)
- 1967:
  - Clement Attlee, brytyjski polityk, premier Wielkiej Brytanii (ur. 1883)
  - Claire Dux, niemiecka śpiewaczka operowa (sopran) (ur. 1885)
- 1969 – Stefano Bakonyi, włoski inżynier-chemik pochodzenia węgierskiego (ur. 1892)
- 1970:
  - Jean Giono, francuski pisarz (ur. 1895)
  - Lucien Goldmann, francuski filozof, wykładowca akademicki pochodzenia żydowskiego (ur. 1913)
- 1971:
  - Harry Steel, amerykański zapaśnik (ur. 1899)
  - Władimir Ustinow, radziecki generał major, dyplomata, polityk (ur. 1907)
  - Ramón Villeda Morales, honduraski lekarz, polityk, prezydent Hondurasu (ur. 1908)
- 1972:
  - Jack Brownlie, nowozelandzki rugbysta (ur. 1899)
  - Prescott Bush, amerykański bankier, polityk (ur. 1895)
  - Wacław Poterański, polski historyk ruchu robotniczego, działacz komunistyczny (ur. 1917)
  - Alexander Ramsay, brytyjski arystokrata, komandor (ur. 1881)
  - Michaił Słonimski, rosyjski pisarz (ur. 1897)
- 1973 – Gabriel Marcel, francuski filozof, myśliciel religijny, wykładowca, dramaturg (ur. 1889)
- 1974:
  - Wiera Biendina, rosyjska aktorka (ur. 1900)
  - Mażeken Butin, kazachski polityk komunistyczny (ur. 1910)
  - Marian Falski, polski pedagog, działacz oświatowy, autor Elementarza (ur. 1881)
- 1975:
  - Walter Felsenstein, niemiecki reżyser teatralny i operowy pochodzenia austriackiego (ur. 1991)
  - Bernard Lavergne, francuski ekonomista, wykładowca akademicki (ur. 1884)
  - Witold Lisowski, polski aktor (ur. 1919)
- 1976 – Korniej Andrusienko, radziecki pułkownik (ur. 1899)
- 1977 – Jerzy Werner, polski konstruktor podwozi samochodowych (ur. 1909)
- 1978:
  - Elijjahu Sason, izraelski polityk, dyplomata (ur. 1902)
  - Karl Swenson, amerykański aktor (ur. 1908)
- 1979:
  - Brian Edmund Baker, brytyjski pilot wojskowy, as myśliwski (ur. 1896)
  - Helena Bystrzanowska, polska aktorka (ur. 1910)
  - Emmaline Henry, amerykańska aktorka (ur. 1930)
- 1980:
  - Robert Dodds, kanadyjski pilot wojskowy, as myśliwski (ur. 1893)
  - Maurice Martenot, francuski wiolonczelista (ur. 1898)
- 1981:
  - Eliziejus Draugelis, litewski lekarz, polityk (ur. 1888)
  - Heinz Kohut, austriacki psychoanalityk (ur. 1913)
  - Oscar Moore, amerykański gitarzysta jazzowy (ur. 1916)
- 1982:
  - Jimmy Dickinson, angielski piłkarz (ur. 1925)
  - Fernando Lamas, argentyński aktor (ur. 1915)
  - Philip Noel-Baker, brytyjski lekkoatleta, biegacz, prawnik, polityk, laureat Pokojowej Nagrody Nobla (ur. 1889)
- 1983:
  - Joan Hackett, amerykańska aktorka (ur. 1934)
  - Alexandre-Charles Renard, francuski duchowny katolicki, arcybiskup Lyonu, prymas Galii, kardynał (ur. 1906)
- 1985:
  - Leon Klinghoffer, amerykański przedsiębiorca pochodzenia żydowskiego (ur. 1916)
  - Kazimierz Sławiński, polski pisarz (ur. 1914)
- 1987 – Edward Braniewski, polski generał (ur. 1908)
- 1988 – Pál Titkos, węgierski piłkarz, trener (ur. 1908)
- 1989 – Emanuel Rostworowski, polski historyk (ur. 1923)
- 1990 – Tadeusz Kudliński, polski pisarz, krytyk teatralny (ur. 1898)
- 1991:
  - Stanisław Gniadek, polski filolog romanista (ur. 1909)
  - Edward Skórzewski, polski reżyser i scenarzysta filmowy (ur. 1930)
  - Zośka Wieras, białoruska pisarka, tłumaczka, zielarka (ur. 1892)
- 1992:
  - Willy Brandt, niemiecki polityk, kanclerz Niemiec, laureat Pokojowej Nagrody Nobla (ur. 1913)
  - Janusz Deryng, polski architekt (ur. ?)
  - Antoni Żukowski, polski aktor (ur. 1912)
- 1993:
  - Gu Cheng, chiński poeta, eseista, nowelista (ur. 1956)
  - Piotr Zaremba, polski urbanista, polityk, prezydent Szczecina (ur. 1910)
- 1994 – Jan de Koning, holenderski polityk (ur. 1926)
- 1995:
  - Erich Brost, niemiecki dziennikarz, polityk (ur. 1903)
  - John Cairncross, brytyjski naukowiec, agent radziecki (ur. 1913)
  - Vito Saccomandi, włoski agronom, wykładowca akademicki, polityk (ur. 1939)
- 1996:
  - Alfred Ernst Johann, niemiecki pisarz, dziennikarz (ur. 1901)
  - William Prince, amerykański aktor (ur. 1913)
- 1997:
  - Ferdinando Barbieri, włoski kierowca wyścigowy (ur. 1907)
  - Henryk Bista, polski aktor (ur. 1934)
  - Mieczysław Blachura, polski prawnik, ekonomista, milicjant, polityk, poseł na Sejm PRL (ur. 1917)
- 1998:
  - Valerio Vallanía, argentyński wszechstronny lekkoatleta (ur. 1906)
  - Giennadij Zabielin, rosyjski piłkarz, trener (ur. 1926)
- 2000 – Wsiewołod Łarionow, rosyjski aktor (ur. 1928)

- 2001 – Mongo Beti, kameruński pisarz (ur. 1932)

- 2003 – Waldemar Kwiatkowski, polski specjalista w dziedzinie miernictwa elektrycznego, wykładowca akademicki (ur. 1937)
- 2004:
  - James Chace, amerykański historyk (ur. 1931)
  - Jacques Derrida, francuski filozof (ur. 1930)
  - Stanisław Nawrocki, polski prawnik, działacz społeczny, poeta (ur. 1947)
- 2005 – Andrzej Jakóbiec, polski trębacz jazzowy (ur. 1943)
- 2007:
  - Urszula Hałacińska, polska aktorka (ur. 1928)
  - Zdzisław Peszkowski, polski duchowny katolicki, kapelan Rodzin Katyńskich (ur. 1918)
  - Andrzej Zagórski, polski historyk, żołnierz AK (ur. 1926)
- 2008:
  - Francisco Jezuíno Avanzi, brazylijski piłkarz, trener (ur. 1949)
  - Jakub Honigsman, ukraiński historyk, ekonomista (ur. 1922)
  - Jan Różewicz, polski reżyser teatralny, pisarz (ur. 1953)
- 2010:
  - James Fuchs, amerykański lekkoatleta, kulomiot (ur. 1927)
  - John Huchra, amerykański astronom (ur. 1948)
- 2011:
  - Jerzy Rzewuski, polski dziennikarz muzyczny (ur. 1948)
  - Ingvar Wixell, szwedzki śpiewak operowy (baryton), aktor (ur. 1931)
- 2012
  - Rafael Lesmes, hiszpański piłkarz (ur. 1926)
  - Eric Lomax, brytyjski kapitan, jeniec wojenny, pisarz (ur. 1919)
  - John Tchicai, duński saksofonista jazzowy (ur. 1936)
- 2013:
  - Phil Chevron, irlandzki gitarzysta, wokalista, kompozytor, członek zespołu The Pogues (ur. 1957)
  - José Faria, brazylijski piłkarz (ur. 1933)
- 2014:
  - Angelo Mottola, włoski duchowny katolicki, arcybiskup, nuncjusz apostolski (ur. 1935)
  - Tadeusz Żebrowski, polski duchowny katolicki, historyk (ur. 1925)
- 2015:
  - Marko Bitraku, albański aktor (ur. 1951)
  - Hosejn Hamadani, irański generał major (ur. 1950)
  - Tomasz Steifer, polski historyk, heraldyk, malarz (ur. 1955)
  - Alina Szostak-Grabowska, polska koszykarka (ur. 1937)
- 2016:
  - Guillaume Bieganski, francuski piłkarz (ur. 1932)
  - Wojciech Kurpiewski, polski kajakarz (ur. 1966)
  - Stanisław Sieruta, polski śpiewak i tancerz ludowy (ur. 1935)
- 2017:
  - Bronisław Mokrzycki, polski duchowny katolicki, jezuita, teolog, liturgista, rekolekcjonista (ur. 1935)
  - Salim Szakir, tunezyjski polityk, minister zdrowia (ur. 1961)
- 2018:
  - Piotr Pawłowski, polski działacz społeczny (ur. 1966)
  - Joseph Tydings, amerykański prawnik, polityk (ur. 1928)
  - Venantino Venantini, włoski aktor (ur. 1930)
- 2019:
  - Serafim Fernandes de Araújo, brazylijski duchowny katolicki, arcybiskup Belo Horizonte, kardynał (ur. 1924)
  - Sammy Taylor, amerykański baseballista (ur. 1933)
- 2020:
  - Władimir Dołgich, rosyjski inżynier metalurg, polityk (ur. 1924)
  - Whitey Ford, amerykański baseballista (ur. 1928)
  - Ali Khalif Galaid, somalijski politolog, polityk, premier Somalii (ur. 1941)
  - Luben Gocew, bułgarski generał, dyplomata, polityk, minister spraw zagranicznych (ur. 1930)
  - Charles Moore, amerykański lekkoatleta, płotkarz (ur. 1929)
  - Mohammad Reza Szadżarian, irański śpiewak klasyczny (ur. 1940)
  - Jan Szarek, polski duchowny luterański, biskup-senior Kościoła Ewangelicko-Augsburskiego w RP (ur. 1936)
- 2021:
  - Jacek Kasprzycki, polski kajakarz górski (ur. 1957)
  - Jup Weber, luksemburski polityk, eurodeputowany (ur. 1950)
- 2022:
  - Gerben Karstens, holenderski kolarz szosowy (ur. 1942)
  - Luis Sáinz Hinojosa, boliwijski duchowny katolicki, biskup pomocniczy Cochabamby, arcybiskup ad personam, arcybiskup La Paz (ur. 1936)
- 2023:
  - Agneta Andersson, szwedzka kajakarka (ur. 1961)
  - Aldo Cosentino, francuski bokser (ur. 1947)
  - Gérard Fenouil, francuski lekkoatleta, sprinter (ur. 1945)
  - Nina Matwijenko, ukraińska piosenkarka (ur. 1947)
  - Herschel Savage, amerykański aktor pornograficzny (ur. 1952)
  - László Sólyom, węgierski prawnik, polityk, przewodniczący Trybunału Konstytucyjnego, prezydent Węgier (ur. 1942)
  - Burt Young, amerykański aktor (ur. 1940)
  - Fred Boyd, amerykański koszykarz (ur. 1950)
- 2024:
  - Andrzej Baranowski, polski aktor (ur. 1950)
  - Tim Johnson, amerykański polityk, senator (ur. 1946)
  - Gerulfus Kherubim Pareira, indonezyjski duchowny katolicki, biskup Weetebula i Maumere (ur. 1941)
  - Jerzy Lewandowski, polski fizyk, profesor nauk fizycznych (ur. 1959)
  - Bernard Tissier de Mallerais, francuski duchowny tradycjonalistyczny, biskup Bractwa Świętego Piusa X (ur. 1945)
  - Wu Bangguo, chiński inżynier, polityk, wicepremier (ur. 1941)